# Шерих, Дмитрий Юрьевич
Дми́трий Ю́рьевич Ше́рих (род. 11 апреля 1969, Ленинград) — журналист и историк, главный редактор газеты «Санкт-Петербургские ведомости», председатель Санкт-Петербургского отделения Союза журналистов России. Заслуженный журналист Российской Федерации (2025).

## Биография
Родился и вырос в Ленинграде.
Отец — Юрий Борисович Шерих, концертмейстер ЛГИК имени Крупской, судья республиканской категории по шахматам. Дед — Борис Георгиевич Шерих, капитан 1-го ранга, специалист в области баллистики зенитной морской артиллерии.
Мать — Л. И. Шерих (Маричева), трёхкратная чемпионка Ленинграда по молниеносной игре в шахматы.
По отцовской линии является прямым потомком Аслана-Мурзы Челеби и мореплавателя В. А. Ртищева, участника Великой Северной экспедиции; состоит в отдаленном кровном родстве с М. Ю. Лермонтовым, С. С. Прокофьевым, С. В. Рахманиновым, П. А. Столыпиным и адмиралом М. П. Лазаревым.
Окончил среднюю общеобразовательную школу № 501.
В 1987—1988 годах работал в Государственной публичной библиотеке имени М. Е. Салтыкова-Щедрина (ныне Российская национальная библиотека).
Публиковаться на темы истории Петербурга начал в 1988 году.
В 1991 году с красным дипломом окончил Ленинградский государственный институт культуры имени Н. К. Крупской.
Работал ответственным секретарем общественного объединения «Институт Петербурга» (1991—1993), обозревателем газеты «Сегодня» (1993), корреспондентом «Вечернего Петербурга» (1993—1995).
С 1995 года — журналист газеты «Санкт-Петербургские ведомости». С 2004 года — заместитель главного редактора, шеф-редактор, с 2014 года — главный редактор газеты. В 1995—2010 годах вёл в газете основанный Б. Г. Метлицким исторический раздел «Наследие», в котором публиковал статьи известных историков Петербурга, в том числе собственные очерки.
Автор многократно переиздававшихся книг по истории Санкт-Петербурга («Петербург день за днем», «По Невскому без скуки», «Невский без секретов», «1924. Из Петрограда в Ленинград», «По улице Марата», «Невская застава», «Турецкий Петербург», «Город у эшафота», «История Петербурга наизнанку», «Агонизирующая столица»), очерка истории «Санкт-Петербургских ведомостей» (издан трижды), книги об опечатках («А упало, Б пропало»), очерка истории петербургского Дома журналиста.
Председатель Санкт-Петербургского отделения Союза журналистов России с 2019 года. Член правления АНО «Санкт-Петербургский центр информационной поддержки» (управляющая компания петербургского Дома журналиста).
Член Общественной палаты Санкт-Петербурга в трех созывах, совета по сохранению культурного наследия при правительстве Санкт‑Петербурга, общественных советов при Главном управлении МВД РФ по Санкт-Петербургу и Ленинградской области и при управлении Росреестра по Санкт-Петербургу.
Председатель совета основной образовательной программы бакалавриата «Журналистика» СПбГУ.

## Награды
- Заслуженный журналист Российской Федерации (24 января 2025 года) — за заслуги в развитии отечественной журналистики и многолетнюю плодотворную работу[4].
- Награждён медалью А. Н. Оленина, учреждённой Российской национальной библиотекой, «За вклад в развитие отечественной культуры» (2004).
- Лауреат Анциферовской премии (2007) за общий вклад в современное петербургское краеведение[5].
- Лауреат Невской премии СПбГУ (2023)[6].
- Пять раз награждался премией Правительства Санкт-Петербурга в области журналистики: в составе авторского коллектива книги «Шанхай глазами российских журналистов» (2008), за вклад в развитие журналистики (2010), за юбилейный проект «Лица Победы» в газете «Санкт-Петербургские ведомости» (2015), за проект «Адаптация» (специальный приз губернатора, 2020), за специальный выпуск газеты «Санкт-Петербургские ведомости» к празднику выпускников школ «Алые паруса» (2023).
- Удостоен благодарности Председателя Совета Федерации (2019), знака отличия «За заслуги перед Санкт-Петербургом» (2011), почётного знака «За особый вклад в развитие Санкт-Петербурга» (2016)[7], почётного диплома Законодательного собрания Санкт-Петербурга (2009)[8].

## Краткая библиография
- Шерих Д. Ю. Городской месяцеслов. 1000 дат из прошлого Санкт-Петербурга, Петрограда, Ленинграда. (К 290-летию Санкт-Петербурга). — СПб.: Петербург-XXI век, 1993. — 224 с. — ISBN 5-85490-036-X.
- Шерих Д. Ю. Книга рекордов Петербурга. — СПб.: Иванов и Лещинский, 1995. — 244 с. — ISBN 5-86467-015-4.

- Шерих Д. Ю. Были и небылицы Невского проспекта. — СПб.: Иванов и Лещинский, 1996. — 176 с. — ISBN 5-86467-022-7.
- Шерих Д.Ю. Голос родного города. Очерк истории газеты "Санкт-Петербургские ведомости". — СПб.: Лениздат, 2001. — 254 с. — ISBN 5-289-02006-3.
- Шерих Д. Ю. Петербург. 300 лет день за днём. — М.—СПб: Центрполиграф, МиМ-Дельта, 2003. — 412 с. — ISBN 5-9524-0444-8.

- Шерих Д. Ю. «А» упало, «Б» пропало... Занимательная история опечаток. — М.—СПб: Центрполиграф, МиМ-Дельта, 2004. — 176 с. — ISBN 5-9524-0732-3.

- Шерих Д. Ю. 1924. Из Петрограда — в Ленинград. — М.—СПб: Центрполиграф, МиМ-Дельта, 2004. — 240 с. — ISBN 5-9524-0772-2.

- Шерих Д. Ю. По улице Марата. — М.—СПб: Центрполиграф, МиМ-Дельта, 2004. — 400 с. — ISBN 5-9524-1109-6.

- Шерих Д. Ю. По Невскому без скуки. — М.—СПб: Центрполиграф, МиМ-Дельта, 2004. — 256 с. — ISBN 5-9524-0391-3.

- Шерих Д. Ю. Невская застава. Берег левый, берег правый… — М.—СПб: Центрполиграф, МиМ-Дельта, 2007. — 456 с. — ISBN 978-5-9524-3110-2.
- Шерих Д. Ю. Визитная карточка Петербурга. Жизнь от Петра до Путина в зеркале «Санкт-Петербургских ведомостей». — М.—СПб: Центрполиграф, МиМ-Дельта, 2009. — 272 с. — ISBN 978-5-9524-4516-1.
- Шерих Д. Ю. Улица Марата и окрестности. — М.—СПб: Центрполиграф, Русская тройка-СПб, 2012. — 380 с. — ISBN 978-5-227-03374-1.
- Шерих Д. Ю. Турецкий Петербург. Из истории российско-турецких отношений. — М.—СПб: Центрполиграф, Русская тройка-СПб, 2012. — 255 с. — ISBN 978-5-227-03773-2.
- Шерих Д. Ю. Агонизирующая столица. Как Петербург противостоял семи страшнейшим эпидемиям холеры. — М.—СПб: Центрполиграф, Русская тройка-СПб, 2014. — 285 с. — ISBN 978-5-227-05355-8.

- Шерих Д. Ю. Город у эшафота. За что и как казнили в Петербурге. — М.—СПб: Центрполиграф, Русская тройка-СПб, 2014. — 319 с. — ISBN 978-5-227-04799-1.
- Шерих Д. Ю. История Петербурга наизнанку. Заметки на полях городских летописей. — М.—СПб: Центрполиграф, Русская тройка-СПб, 2014. — 191 с. — ISBN 978-5-227-04927-8.
- Шерих Д. Ю. Холера. «Боюсь, что в Петербурге все умрут». — М.- СПб: Т8, 2020. — 274 с. — ISBN 978-5-517-02652-1.
- Шерих Д. Ю. Невский без секретов. Были и небылицы. — М., 2024. — 462 с. — ISBN 978-5-227-10487-8.
- Шерих Д. Ю. Невский, 70. История Дома журналиста от истоков до наших дней. — М., 2024. — 112 с. — ISBN 978-5-206-01130-2.